# Выборы в законодательные органы субъектов Российской Федерации
Выборы в законодательные органы субъектов Российской Федерации в большинстве субъектов проводятся по смешанному принципу: не менее четверти депутатов избирается по партийным спискам, остальные — по одномандатным или многомандатным округам. Исключения составляют Дагестан, Кабардино-Балкария, Ингушетия, Карачаево-Черкесия, Чечня, где депутаты избираются по пропорциональной системе, и Москва, где депутаты избираются по мажоритарной системе. При этом проходной барьер, установленных для списков кандидатов, не может быть выше 5 % голосов избирателей.

## История выборов
Впервые пропорциональные выборы в законодательные органы субъектов Российской федерации прошли в 1993 году. Тогда была избрана часть верховного совета республик Тыва и Марий Эл. К 2003 году некоторые регионы имели законодательные органы власти, избранные по многомандатным округам, и по спискам. К ним относятся Красноярский край и Свердловская область. В некоторых регионах, в частности в Саратовской области выборы по партийным спискам отменили.
С июля 2003 года выборы по спискам применяются во всех региональных выборах (не менее 50% депутатов избираются по спискам). Согласно закону от 2003 года более половины избранных депутатов должны представлять списки партий. До 2005 года в парламенты субъектов Российской федерации были избраны представители Единой России, КПРФ, ЛДПР, Родины, Народной воли, СЕПР, Союза правых сил, Яблока, Аграрной партии России, Партии пенсионеров, Партии социальной справедливости, Народной партии Российской федерации, Партии возрождения России, Партии жизни, Партии За Русь Святую, Свободной России, Партии СЛОН, Республиканской партии Российской федерации, Партия мира и единства, Партии Русь, Консервативная партия России, Российская партия мира, Российская коммунистическая рабочая партия, а также партии Истинные патриоты России.
С 2005 года в выборах должны участвовать только партии, запрещается создание блоков. К этому времени выборы могли идти в любое время года. В парламенты прошли представители Единой России, КПРФ, ЛДПР, Родины, Яблока.
В 2006 году был введён Единый день голосования. Выборы стали происходить в первое воскресенье марта, или первое воскресенье октября. В парламенты прошли представители ЕР, КПРФ, ЛДПР, Справедливой России, Патриотов России, Правого дела, АПР, Зелёных.
С 2006 на устанавливается барьер не более 7 % от числа всех проголосовавших на выборах по многомандатному округу. До 2007 барьер мог быть от 3 % до 10 %, затем большинство субъектов перешли на 7 % барьер. С 2010 года для партий, которые не преодолели проходной барьер, но набрали более 5 %, необходимо при распределении мандатов давать одно место.
2 ноября 2013 г. внесены изменения в законодательство, согласно которым доля депутатов, избираемых по партийным спискам, сокращена с 50% до 25%, а для Москвы и Санкт-Петербурга данный норматив полностью упразднён. С 2014 г. максимальный проходной барьер снижен до 5%.
С 2022 года выборы в органы государственной власти субъектов Российской Федерации регулируются федеральным законом «Об общих принципах организации публичной власти в субъектах Российской Федерации» от 21.12.2021 года, который предоставил регионам право полностью упразднять выборы по партийным спискам.
По состоянию на 2019 год, во всех региональных парламентах большинство принадлежит партии «Единая Россия», за исключением Законодательной думы Хабаровского края, которую контролирует ЛДПР.